# Fehér őzlábgomba
A fehér őzlábgomba (Lepiota erminea) a csiperkefélék családjába tartozó, Európában és Észak-Amerikában honos, erdőszéleken, füves területeken élő, nem ehető gombafaj. 

## Megjelenése
A fehér őzlábgomba kalapja 3-6 cm széles; alakja fiatalon domború, később majdnem laposan kiterül. Alapszíne fehér, közepe sárgás-halványokkeres. Fiatalon felszíne finoman korpázott, később lecsupaszodik. Széle pelyhes-szálas.
Húsa puha, fehér, sérülésre nem színeződik el. Szaga és íze nem jellegzetes, idősen kissé édeskés lehet.
Sűrűn álló lemezei épphogy a tönkhöz nőttek vagy szabadok. Sok a féllemez. Színe krémszínű. 
Tönkje 4-7 cm magas és 0,5-1 cm vastag. Többé-kevésbé egyenletesen hengeres, színe fehéres, a szálas gallérzóna alatt fehéren gyapjas-szálas.
Spórapora fehér. Spórája orsó vagy mandula alakú, sima, mérete 10-15 x 4,5-6 µm.

### Hasonló fajok
Hasonlíthat hozzá a gyapjas őzlábgomba, a vöröslábú őzlábgomba, a hasasspórájú őzlábgomba vagy a fehér lisztesőzlábgomba. 

## Elterjedése és termőhelye
Európában és Észak-Amerikában honos. Magyarországon nem ritka. 
Erdei tisztásokon, erdei utak mentén, füves területeken él. Májustól szeptemberig terem. 
Nem ehető.

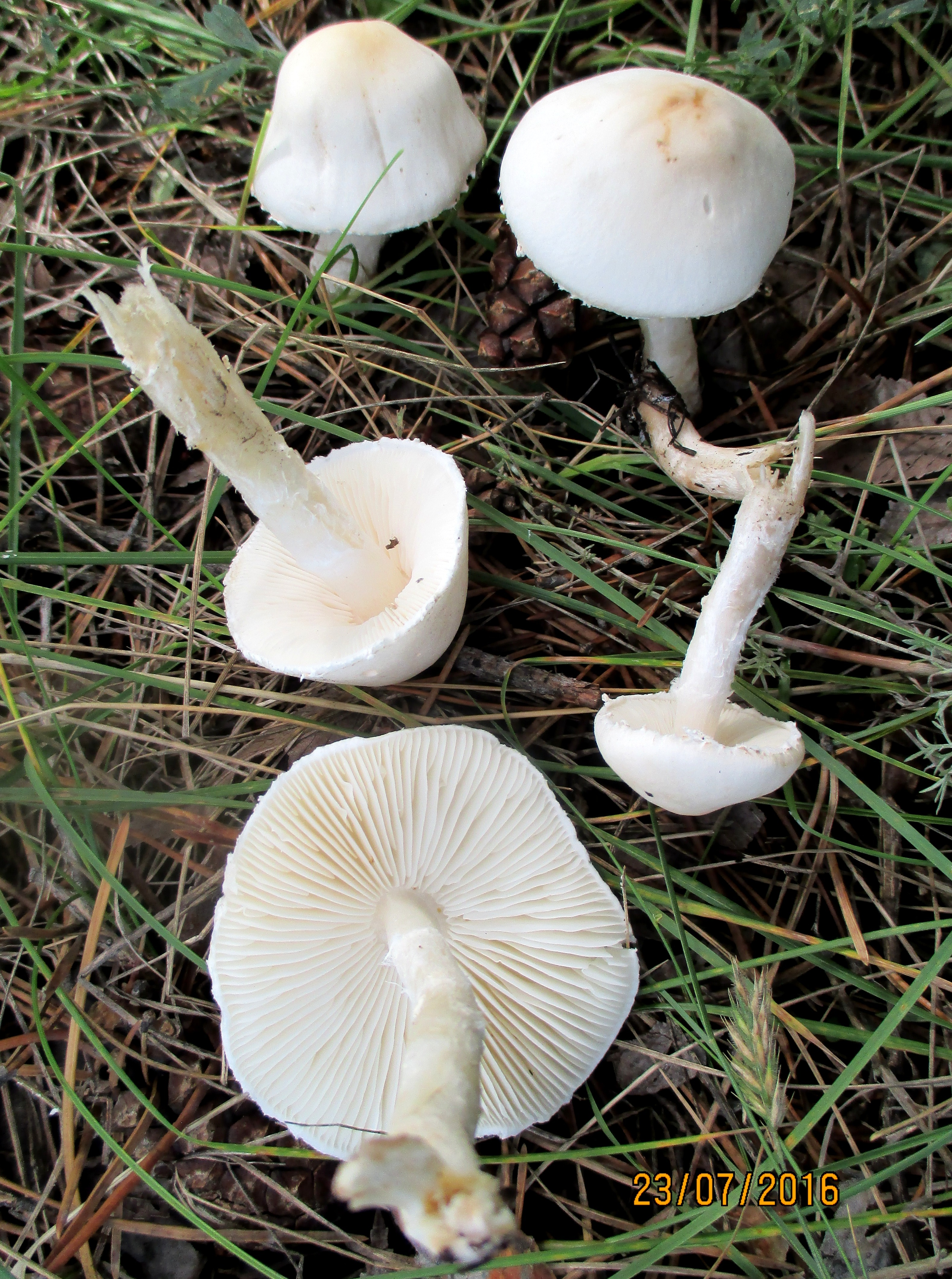
Fehér őzlábgomba
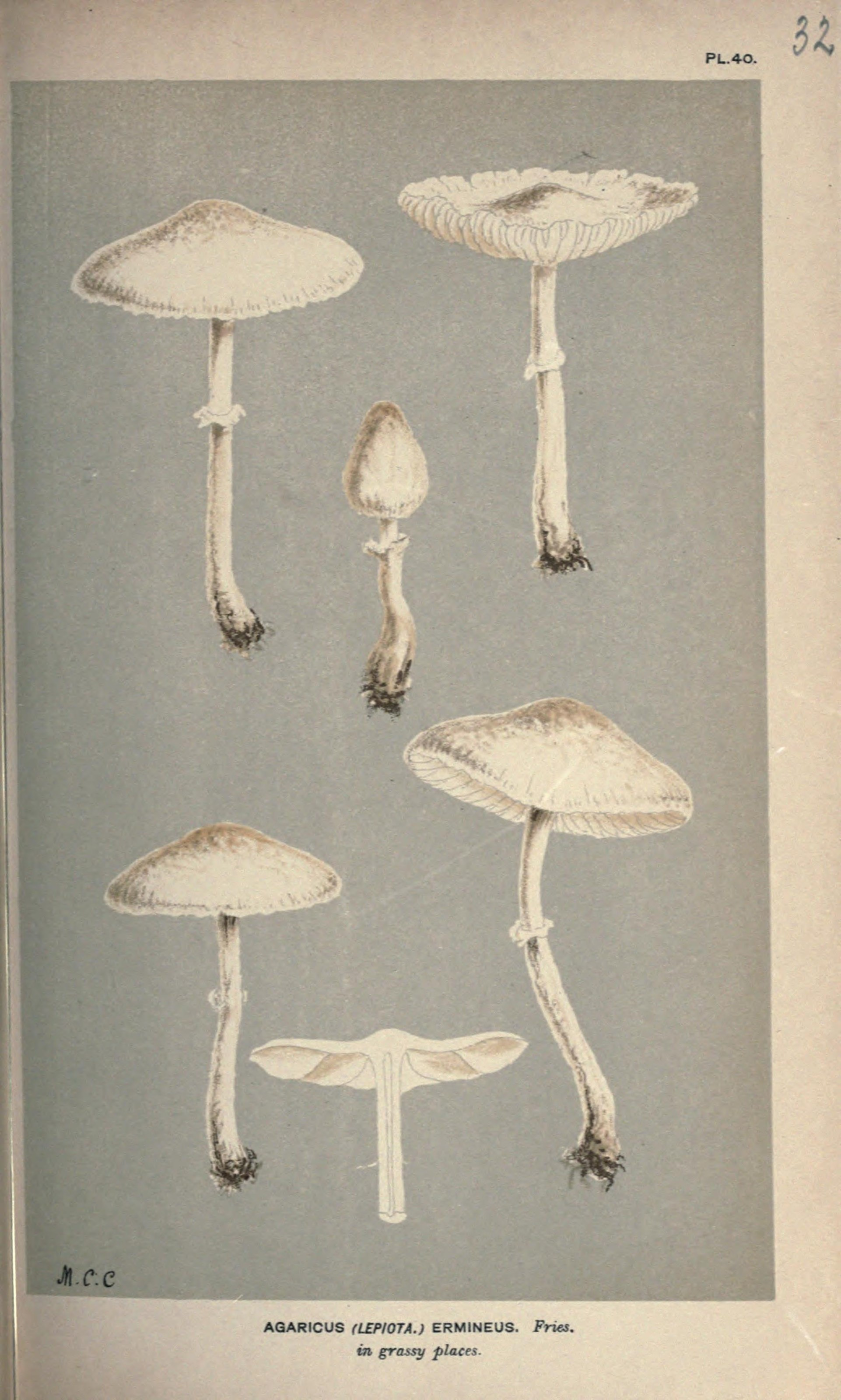
Ábrázolása egy brit...
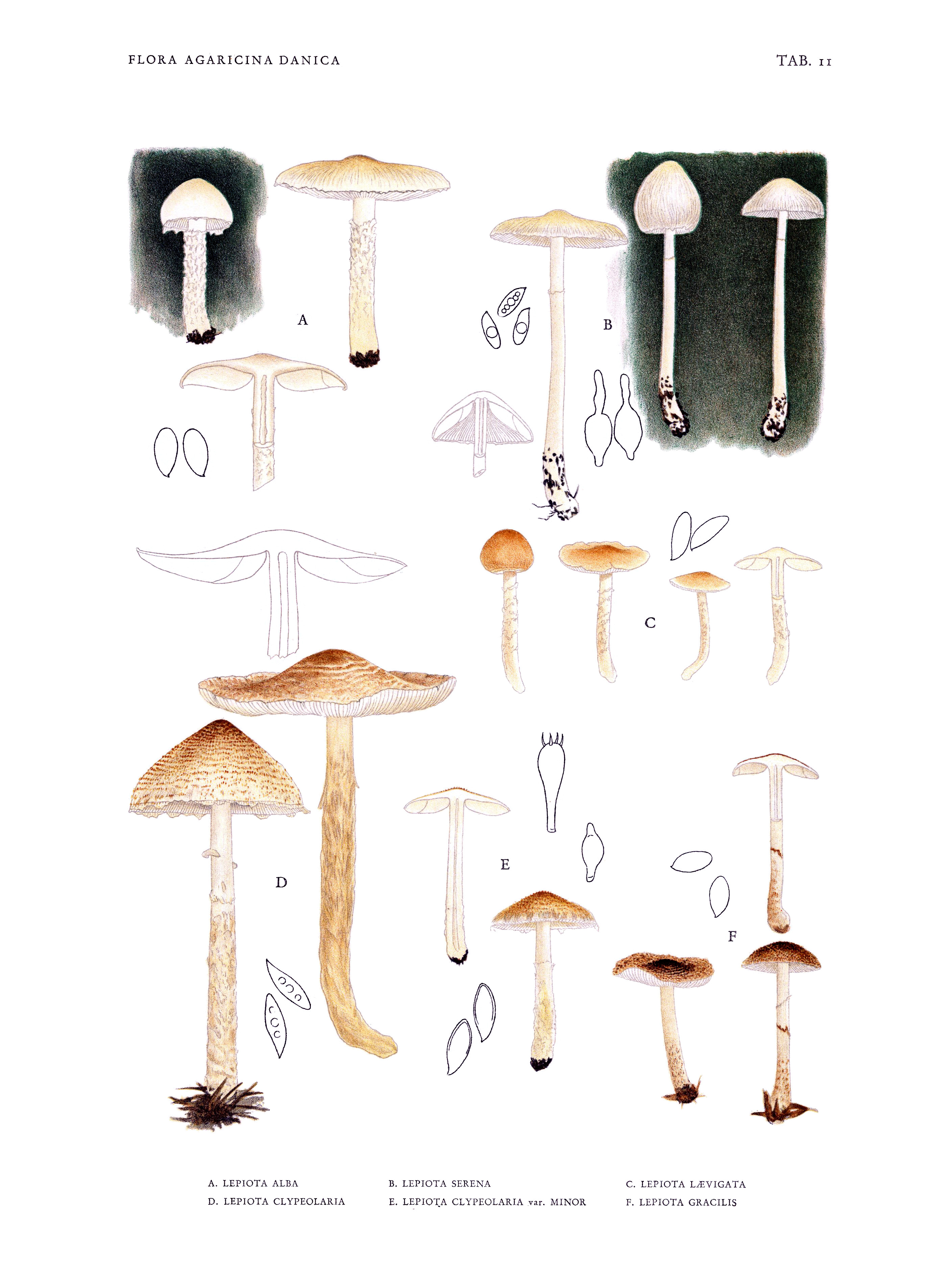
... és egy dán gombakönyvben (A)